# Dommartin-lès-Remiremont
Dommartin-lès-Remiremont is een gemeente in het Franse departement Vosges in de regio Grand Est en telt 1800 inwoners (1999).
De gemeente maakt deel uit van het arrondissement Épinal en sinds 22 maart 2015 van het kanton Le Thillot toen het werd overgeheveld van het kanton Remiremont.

## Geografie
De oppervlakte van Dommartin-lès-Remiremont bedraagt 21,0 km², de bevolkingsdichtheid is 85,7 inwoners per km².
De onderstaande kaart toont de ligging van Dommartin-lès-Remiremont met de belangrijkste infrastructuur en aangrenzende gemeenten.

## Demografie
Onderstaande figuur toont het verloop van het inwonertal (bron: INSEE-tellingen).